# Liste des vignobles québécois
Cet article présente une liste des vignobles québécois :
- Vignoble des Artisans du Terroir (Montérégie)
- Vignoble la Bauge (Estrie)
- Vignoble La Belle Alliance (Estrie)
- Vignoble Bouche-Art (Lanaudière)
- Vignoble Carone (Lanaudière)
- Vignoble Chemin de la Rivière (Estrie)
- Vignoble la Cache à Maxime (Scott, Beauce)
- Vignoble le Cep d'Argent (Estrie)
- Vignoble le Chat botté (Montérégie)
- Vignoble Chateau Taillefer Lafon (Laval)
- Vignoble Clos du Roc noir (Estrie)
- Vignoble Clos Ste-Croix de Dunham (Estrie)
- Vignoble Coin de France (Coteau-du-Lac, Montérégie)
- Vignoble Côte de Champlain (Montérégie)
- Vignoble Coteau St-Paul (Montérégie)
- Vignoble Côte de Vaudreuil (Vaudreuil-Dorion, Montérégie)
- Vignoble les Côtes du Gavet (Centre-du-Québec)
- Vignoble Couchepagane (Lac St-Jean)
- Vignoble du Fleuve (Montérégie)
- Vignoble la Grenouille (Estrie)
- Vignoble d'Oka (Laurentides)
- Vignoble le Domaine des 3 moulins (Capitale-Nationale)
- Vignoble et Domaine Beauchemin (Mauricie)
- Vignoble le Domaine DesDuc (Abitibi-Témiscamingue)
- Vignoble Domaine Bouchard-Champagne (Montérégie)
- Vignoble Domaine les Brome (Estrie)
- Vignoble Domaine des Côtes d'Ardoise (Estrie)
- Vignoble Domaine du Nival
- Vignoble de Pigeon Hill (Estrie)
- Vignoble Domaine du Ridge (Estrie)
- Vignoble Domaine Royarnois (Québec)
- Vignoble du Domaine St-Jacques (Montérégie)
- Vignoble Domaine de la Source à Marguerite (Québec)
- Vignoble Déméter (Estrie)
- Vignoble Gagliano (Estrie)
- Vignoble Isle de Bacchus (Québec)
- Vignoble J.O. Montpetit & Fils (Montérégie)
- Vignoble de Lavoie (Montérégie)
- Vignoble le Mas des Patriotes (Montérégie)
- Vignoble du Marathonien (Montérégie)
- Vignoble le Mernois (Lanaudière)
- Vignoble la Mission (Estrie)
- Vignoble du Mitan (Québec)
- Vignoble Morou (Montérégie)
- Vignoble Moulin du Petit Pré (Québec0
- Vignoble Lano D'or (Lanaudière)
- Vignoble les Murmures (Montérégie)
- Vignobles des Négondos (Basses Laurentides)
- Vignoble le Nordet (Québec)
- Vignoble de l'Orpailleur (Estrie)
- Vignoble les Pervenches (Estrie)
- Vignoble les Petits Cailloux (Montérégie)
- Vignoble aux Pieds des Noyers (Lanaudière)
- Vignoble des Pins (Sabrevois, Montérégie)
- Vignoble de la Rivière du Chêne (Basses Laurentides)
- Vignoble la Roche des Brises (Basses Laurentides)
- Vignoble La Romance du Vin (Rigaud, Montérégie)
- Vignoble Le Royer St-Pierre (Montérégie)
- Vignoble de Sainte-Pétronille (Capitale-Nationale)
- VIgnoble Le Château de la Grange (Varennes, Montérégie)
- Vignoble Saint-Gabriel (Lanaudière)
- Vignoble Sainte-Eulalie (Centre du Québec)
- Vignoble Ste-Angélique (Outaouais)
- Vignoble Les Trois Clochers (Estrie)
- Vignoble Vertefeuille (Montérégie)
- La Charloise  (Lotbinière, Chaudière-Appalaches)
- Vignoble Spirit Léonard (Laurentides)
- Vignobles Saint-Rémi (Montérégie)
- Vignoble le Bourg des Cèdres (Montérégie)
- Les vignes des Bacchantes (Montérégie)
- Domaine Pelchat Lemaître-Auger (Laurentides)
- Le vignoble du ruisseau (Brome-Missisquois)

Domaine acer (vin d'érable) bas st Laurent 
Le château blanc (vin de miel) bas st Laurent 
Vignoble à st Mathieu fermé  bas st Laurent.
Voir aussi